# Aleksandar Trifunović
Aleksandar Trifunović (cyr.: Aлeкcaндap Tpифунoвић, ur. 13 maja 1954 w Planinicy) – serbski piłkarz występujący na pozycji pomocnika. Reprezentant Jugosławii.

## Kariera klubowa
Trifunović karierę rozpoczynał w sezonie 1975/1976 w Partizanie, grającym w pierwszej lidze jugosłowiańskiej. Trzy razy zdobył z nim mistrzostwo Jugosławii (1976, 1978, 1983). Graczem Partizana był przez 8 sezonów. W 1983 roku przeszedł do włoskiego Ascoli. W Serie A zadebiutował 12 września 1983 w przegranym 0:7 meczu z Juventusem. W sezonie 1984/1985 spadł z zespołem do Serie B, jednak w kolejnym awansował z nim z powrotem do Serie A. W 1987 roku zakończył karierę.

## Kariera reprezentacyjna
W reprezentacji Jugosławii Trifunović zadebiutował 13 listopada 1977 w wygranym 6:4 meczu eliminacji do Mistrzostw Świata 1978 z Rumunią, w którym strzelił też gola. W latach 1977–1983 w drużynie narodowej rozegrał 11 spotkań i zdobył 2 bramki.